# La torre delle ombre
La torre delle ombre (影の塔?, Kage no Tō) è un videogioco a piattaforme sviluppato e pubblicato da Hudson Soft nel 2010 per Wii. Distribuito in Europa con il titolo A Shadow's Tale e in America settentrionale come Lost in Shadow, il gioco è stato successivamente disponibile per Wii U tramite Nintendo eShop.

## Trama
Il protagonista del gioco è l'ombra di ragazzo che deve raggiungere la cima di una torre per ricongiungersi al suo corpo. Nel corso della sua avventura sarà aiutato da una fata di nome Spangle, in grado di interagire con gli oggetti e orientare le sorgenti di luce.

## Sviluppo
Realizzato dagli stessi sviluppatori di Kororinpa, il videogioco è ispirato ai giochi di strada. Il character design è stato realizzato da Hiromasa Ogura.